# جرارد باتلینر
جرارد باتلینر (انگلیسی: Gerard Batliner؛ ۹ دسامبر ۱۹۲۸ – ۲۵ ژوئن ۲۰۰۸) سیاست‌مدار اهل لیختن‌اشتاین بود.
وی در لیختن‌اشتاین به دنیا آمد و در دانشگاه فریبورگ به تحصیل حقوق پرداخت. او از ژوئیه ۱۹۶۲ تا مارس ۱۹۷۰ نخست‌وزیر لیختن‌اشتاین بود.